# Star SS
Le Star SS est un pistolet semi-automatique à simple action.
Fabriqué par la firme espagnole Star Bonifacio Echeverria S.A., il fonctionne selon le système browning à biellette. De calibre 380 acp, c'est l'un des grands succès de la marque. Il sera produit à partir de 1940 pour un usage spécifiquement civil. Le pistolet star SS était destiné au marché civil mais une autre version verra le jour, le Star S pour un usage militaire. La différence entre les deux armes est minime : une dragonne, des plaquettes de couleur et anatomiques différentes, un talon de chargeur qui s'incruste dans la carcasse pour le STAR S. D'un port discret grâce à un encombrement réduit, sa munition limite son efficacité à une fonction d'autodéfense.

## Caractéristiques
Données numériques (selon fabricant)
```
  * Poids de l'arme avec son chargeur .................................... 0,610 kg
  * Longueur ............................................................. 160 mm
  * Hauteur .............................................................. 115 mm
  * Épaisseur ............................................................ 25 mm
  * Chargeur ............................................................. 8 cartouches
  * Longueur de canon .................................................... 103 mm
  * Longueur de la partie rayée .......................................... 64 mm
  * Diamètre extérieur de la chambre canon ............................... 14 mm
  * Diamètre de la partie rayé ........................................... 12 mm
  * Nombre de rayure ..................................................... 6
  * Profondeur des rayures ............................................... 0,02 mm
  * Largeur des rayures .................................................. 3,20 mm
  * Pas des rayures ...................................................... 311,73
  * Rayures tourne à droite .............................................. oui
  * Longueur de la cartouche ............................................. 25mm
  * Poids de l'étui ...................................................... 4,18 g
  * Poids de l'ogive ..................................................... 6,06 g
  * Poids de la poudre ................................................... 0,19 g
  * Poids total cartouche ................................................ 9,27 g
```

Données balistiques (selon fabricant)
```
  * Vitesse ............................................................. 320 m/s
  * Puissance bouche du canon ........................................... 31,60 kg
  * Pénétration dans bois de pin à 15 mètres ............................ 90 mm
  * Pression dans la chambre du canon par cm ............................ 1 405 kg
  * Groupement à 25 mètres .............................................. H = 12 cm L = 18 cm
```